# 約翰·舍爾
約翰·舍爾（德語：John Schehr；1896年2月9日—1934年2月1日）是德国共产主义活动家、政治家。他在1933年恩斯特·台尔曼被捕后担任德国共产党领袖，但不久惨遭納粹黨杀害。